# Lasiostola heterogena
Lasiostola heterogena is een keversoort uit de familie zwartlijven (Tenebrionidae). De wetenschappelijke naam van de soort is voor het eerst geldig gepubliceerd in 1844 door Fischer-Waldheim.